# Kim Arena
Kim Arena, nome d'arte di Gesualdo Arena (Catania, 15 marzo 1948 – Milano, 11 aprile 2004), è stato un cantante italiano.

## Biografia
Nasce a Catania il 15 marzo 1948, nipote dell'attrice Ave Ninchi, cresce a Parigi, dove la famiglia si è trasferita; 

### Carriera musicale
debutta a soli nove anni, e a 15 incide per la Barclay, duettando con Michel Polnareff.
Torna poi in Italia, ottenendo un contratto discografico con la Rare, e partecipa al Cantagiro 1968 con Che cosa farai.
Nel frattempo il cantante si sposa con Luciana Martinello ed ha due figli, Alessandro e Marika.
Nel 1977 incide una cover disco di Jesahel dei Delirium (scritta da Oscar Prudente ed Ivano Fossati) con lo pseudonimo Kim Rider

#### Nel gruppoPassengers(1979 - 1986)
Alla fine del decennio è, con il produttore della Durium Felice Piccarreda, l'ideatore e il fondatore dei Passengers, con cui partecipa al Festival di Sanremo 1981 con Midnight e al Festival di Sanremo 1983 con Movie Star.

### Altre attività
Nel 1986 il gruppo si scioglie ed Arena si dedica ad attività extra musicali, aprendo un'agenzia fotografica di moda.
È morto a Milano l'11 aprile 2004, a 56 anni, per un collasso cardiaco.

## Discografia da solista

### 45 giri
- 1968 - Che cosa farai/Bruna o bionda (Rare, SIF NP 77506)
- 1968 - Tu vorresti, io vorrei/La mia vita brucerò (Rare, SIF NP 77512)
- 1977 - More Jesahel/Living Motion (Durium; inciso con lo pseudonimo Kim Rider)

## Discografia con i Passengers

### 33 giri
- 1979 - Girls Cost Money (Durium, DAI 30334)
- 1983 - Sound Adventure (Durium, DAI 30409)

### 45 giri
- 1979 - He's Speedy Like Gonzales/I'll Be Standing Beside You (Durium, DE-3093)
- 1980 - The Lion Sleeps Tonight/Don't Have to Tell (Durium, DE-3144)
- 1981 - Midnight/As Long As the River (Durium, DE-3159)
- 1982 - Casinò/Mister Mouse (Durium, DE-3184)
- 1982 - One Too Many/Shadow Zone (Durium, DE-3202)
- 1983 - Movie Star/Go Michelle (Durium, DE-3231)
- 1983 - Rhapsody/Dans mon coeur (Durium, DE-3241)
- 1984 - Olympic Fever/On vacation (Durium, DE-3250)
- 1985 - Camping Paradise/Fra le stelle, il buio e l'anima (Delta, DE-842)
- 1986 - Happy New Year/Ladies First (Delta, DE-867)